# 小金澤車站
小金澤車站（日语：／ Koganezawa eki */?）是位於日本宮城縣氣仙沼市，屬於東日本旅客鐵道（JR東日本）氣仙沼線的BRT車站。本站是由氣仙沼車站代為管理的無人車站，並且位於JR東日本盛岡支社的管轄範圍內。

## 車站構造
本站在東日本大震災前为側式月台1面1線的地面車站，也是由氣仙沼站管理的無人站。

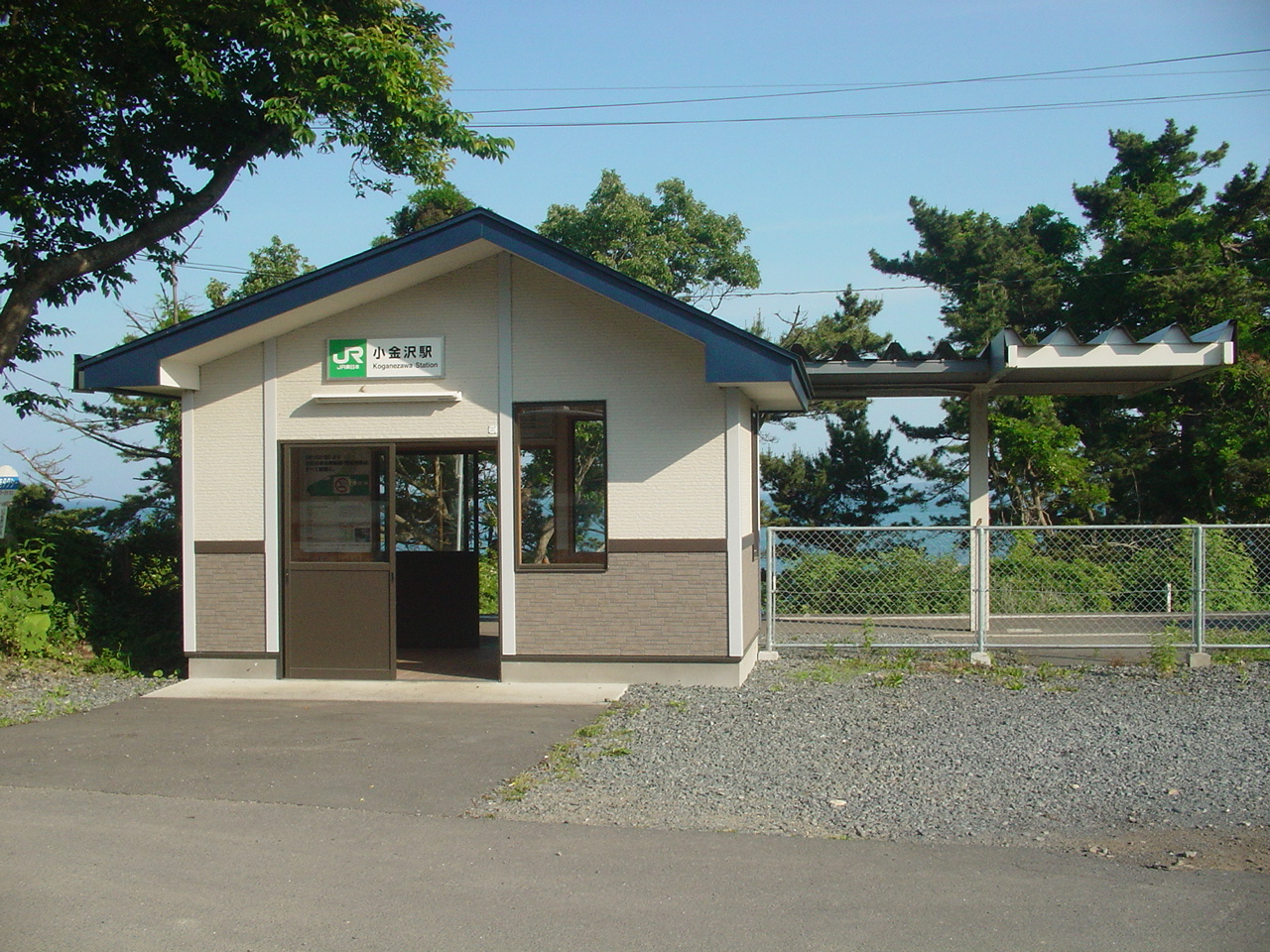
震災前的车站（2007年6月）

## 歷史
- 1957年（昭和32年）2月11日 - 車站啟用。
- 1987年（昭和62年）4月1日 - 日本國鐵分割民營化，車站管轄劃歸由東日本旅客鐵道繼承。
- 2011年（平成23年）3月11日 - 東北地方太平洋近海發生嚴重地震，地震引發的海嘯沖毀靠近海岸的許多鐵路設施，小金澤也是23個被沖毀的鐵路車站之一[1]。
- 2012年（平成24年）8月20日：以BRT方式暂时重建。
- 2020年（令和2年）4月1日：随着柳津-气仙沼段铁路线废线，不再作为铁路站[2]。

## 車站週邊

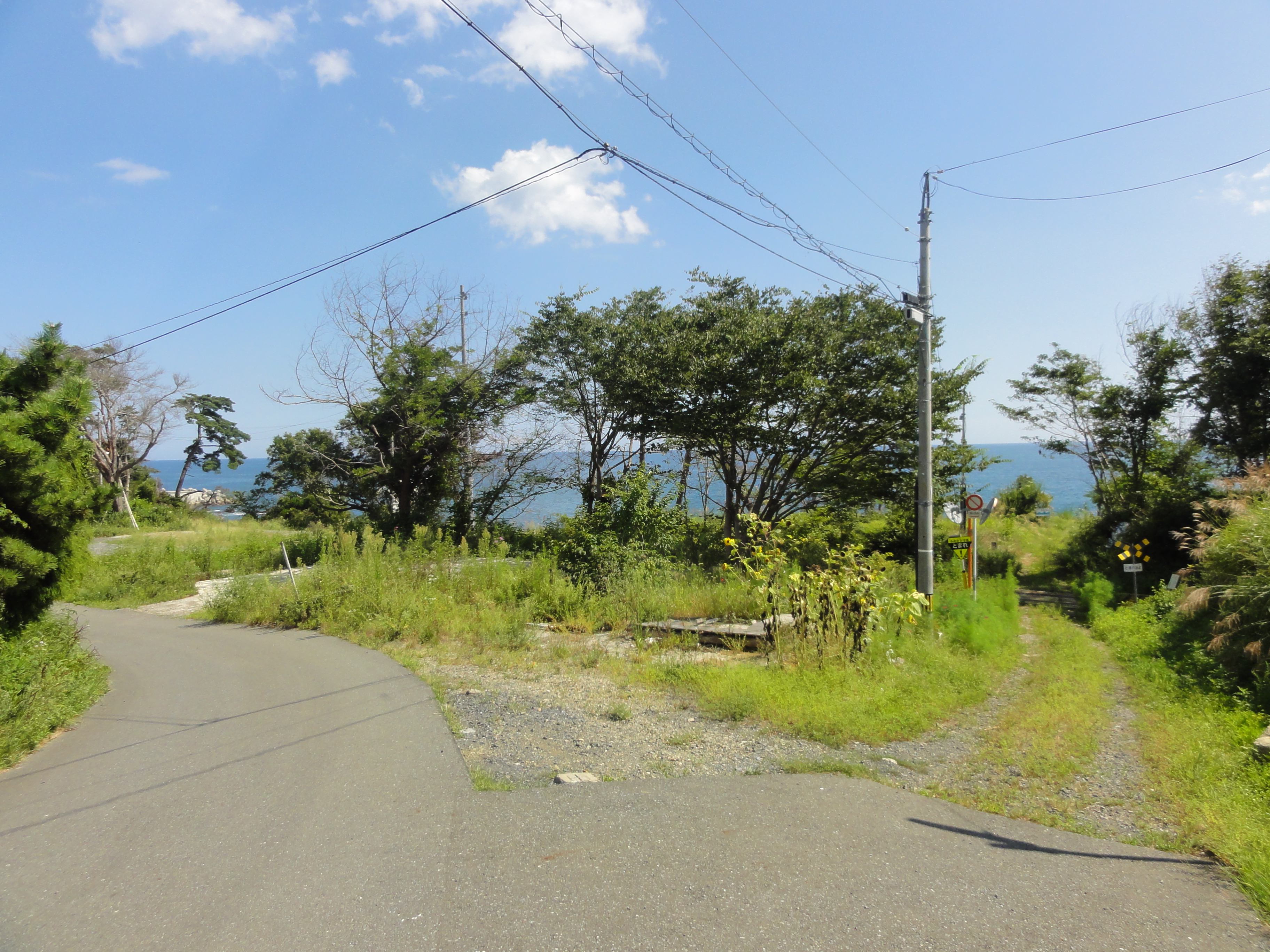
震灾後的遗迹（2012年9月）

- 國道45號

## 相鄰車站
東日本旅客鐵道
■氣仙沼線（BRT路段）
本吉－小金澤－大谷海岸

## 外部連結
小金澤車站（JR東日本） （页面存档备份，存于）